# Jorginho Soares
Jorginho Soares (Spijkenisse, 18 juli 1999) is een Nederlands-Kaapverdisch voetballer die als verdediger speelt. Hij verruilde Terrassa FC in de zomer van 2024 voor FC Emmen.

## Clubcarrière

### Jeugd
Soares speelde in de jeugd van FC Dordrecht en VV Spijkenisse. Spijkenisse werd met Soares kampioen van de hoofdklasse. Op 18-jarige leeftijd vertrok hij naar sc Heerenveen. De Friezen namen de 1,93 m lange centrale verdediger in 2017 over van VV Spijkenisse. Daar maakte Soares zijn debuut in het eerste elftal. Mede door blessureleed bleef een doorbraak bij sc Heerenveen uit. Daarna speelde hij bij ASWH.

### SC Telstar
In 2022 maakte Soares de overstap van VV ASWH naar SC Telstar. Hij kreeg een contract tot eind juni 2023 met een optie voor nog 2 jaar. Op 8 augustus 2022 debuteerde hij voor SC Telstar in de Eerste divisie in de uitwedstrijd tegen Jong Ajax die eindigde in 1-1. Op 29 maart 2023 maakte SC Telstar bekend het contract van de verdediger te verlengen wat Soares verbindt tot aan de zomer van 2025. Hij speelde anderhalf jaar voor Telstar en kwam daarin tot 35 wedstrijden. In de winter van 2024 vertrok hij naar Terrassa, waar hij twaalf wedstrijden speelde.

### FC Emmen
In de zomer van 2024 keerde Soares terug in Nederland. Hij tekende een contract voor twee seizoenen bij FC Emmen, met een optie voor een derde. Hij maakte op 9 augustus tegen FC Dordrecht zijn debuut voor de club.

## Carrièrestatistieken
| Seizoen                       | Club            | Competitie      | Competitie | Competitie | Beker | Beker | Overig | Overig | Totaal | Totaal |
| Seizoen                       | Club            | Competitie      | Wed.       | Dlp.       | Wed.  | Dlp.  | Wed.   | Dlp.   | Wed.   | Dlp.   |
| ----------------------------- | --------------- | --------------- | ---------- | ---------- | ----- | ----- | ------ | ------ | ------ | ------ |
| 2021/22                       | ASWH            | Tweede divisie  | 21         | 1          | —     | —     | —      | —      | 21     | 1      |
| 2022/23                       | SC Telstar      | Eerste divisie  | 15         | 0          | 2     | 0     | —      | —      | 17     | 0      |
| 2023/24                       | SC Telstar      | Eerste divisie  | 17         | 0          | 1     | 0     | —      | —      | 18     | 0      |
| 2023/24                       | Terrassa        | Segunda RFEF    | 12         | 0          | 0     | 0     | —      | —      | 12     | 0      |
| 2024/25                       | FC Emmen        | Eerste divisie  | 12         | 0          | 0     | 0     | —      | —      | 12     | 0      |
| Carrière totaal               | Carrière totaal | Carrière totaal | 77         | 1          | 3     | 0     | 0      | 0      | 80     | 1      |
| Bijgewerkt op 9 januari 2025. |                 |                 |            |            |       |       |        |        |        |        |

1 Hoekstra ·
2 Soares ·
3 Vos ·
4 Te Wierik  ·
5 Geypens ·
6 Mulder ·
7 Rhein ·
8 Bakir ·
10 Hawkins ·
11 Landu ·
12 Quispel ·
14 Van Manen ·
16 Ten Brinke ·
16 Norder ·
16 Wanki ·
17 Hekkert ·
18 Evina ·
20 Kade ·
21 Nunumete ·
22 Martin ·
23 Hammouti ·
24 Nsona ·
26 Wagner ·
27 Schouten ·
28 Jalving ·
34 Bolk ·
38 Unbehaun ·
46 Eduardo ·
Coach: Arts
· Assistent-coach: Hegeman
· Assistent-coach: Van der Linden
· Keeperstrainer: Sulmann